# Ferritin

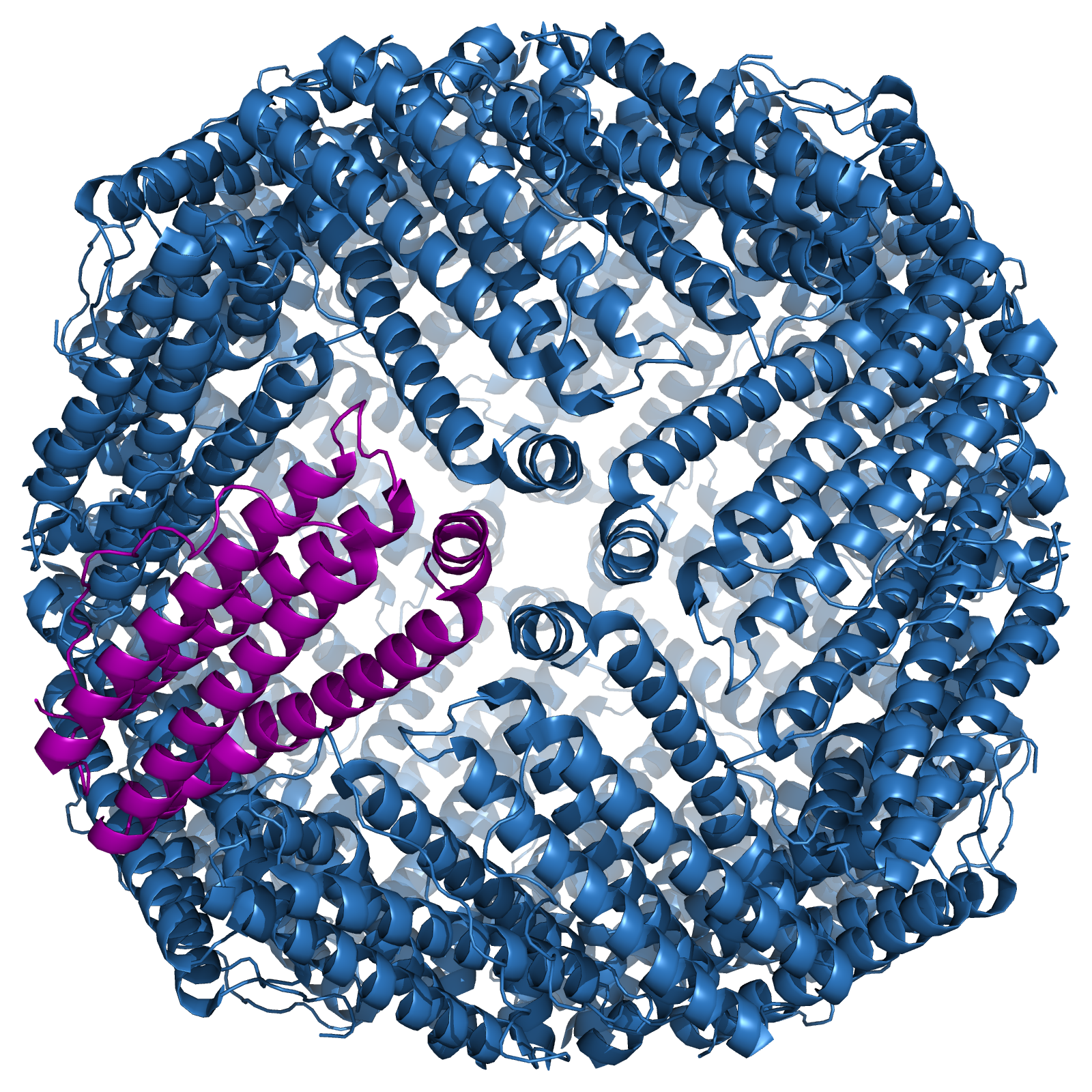
Cấu trúc phức hợp của ferritin Murine

Ferritin là một phức hợp trong nội nội bào protein, nhiệm vụ lưu trữ và giải phóng sắt dưới dạng kiểm soát được. Protein này được sản suất bởi hầu hết các cơ quan và tổ chức sống bao gồm cổ khuẩn,Vi khuẩn, Tảo, các loại Thực vật bậc cao và  Động vật. Đây là kho dự trữ sắt (iron-storage) của protein trong cả prokaryote) và eukaryote, giữ cho sắt trong trạng thái hòa tan và không gây độc .Ở con người Ferritin hoạt động như chất trung gian chống lại mất cân bằng như thiếu sắt và dư thừa sắt (nội cân bằng) 
Ferritin được tìm thấy trong hầu hết các mô như là một protein (cytosol) , nhưng vẫn có số lượng nhỏ được tiết vào trong huyết tương nơi các chức năng của nó hoạt động như  protein vận chuyển sắt. Huyết thanh ferritin ngoài ra còn là protein đánh dấu sinh học gián tiếp của tất cả lượng sắt lưu trữ trong cơ thể. Bởi vậy huyết thanh ferritin được sử dụng như  một kiểm tra chuẩn đoán cho chứng bệnh thiếu máu. Ferritin biến đổi thành dạng gây độc gọi là hemosiderin, gây nênn thay đổi màu sắc da bất thường dễ thấy.
Ferritin là một phức hợp protein hình cầu gồm có 24 đơn vị protein phụ cấu thành dạng lồng nano rỗng với nhiều protein-kim loại  tương tác với nhau . Ferritin không kết hợp với sắt được gọi là apoferritin.

## Gen
Gen ferritin có tính di truyền cao giữa các loài, tất cả gen ferritin động vật có xương sống đều có 3 intron và 4 exon.
Trong ferritin của người, những intron là phụ phẩm sinh hóa của amino acid 14 và 15, 34 và 35, 82 và 83, ngoài ra 1 đến 2 nghìn vùng không được dịch mã tại một trong hai đầu exon đã kết hợp.. Phụ phẩm của tyrosin tại amino acid vị trí 27 được cho là liên quan tới quá trình sừng hóa và xương hóa.

## Tham Khảo
1. ↑  PDB: 1lb3; Granier T, Langlois d'Estaintot B, Gallois B, Chevalier JM, Précigoux G, Santambrogio P, Arosio P (tháng 1 năm 2003). "Structural description of the active sites of mouse L-chain ferritin at 1.2 A resolution". Journal of Biological Inorganic Chemistry. Quyển 8 số 1–2. tr. 105–11. doi:10.1007/s00775-002-0389-4. PMID 12459904. S2CID 20756710.
2. ↑  Casiday R, Frey R. "Iron Use and Storage in the Body: Ferritin and Molecular Representations". Department of Chemistry, Washington University in St. Louis.
3. ↑  name="pmid20304033">Wang W, Knovich MA, Coffman LG, Torti FM, Torti SV (tháng 8 năm 2010). "Serum ferritin: Past, present and future". Biochimica et Biophysica Acta (BBA) - General Subjects. Quyển 1800 số 8. tr. 760–9. doi:10.1016/j.bbagen.2010.03.011. PMC 2893236. PMID 20304033.
4. ↑  MacKenzie EL, Iwasaki K, Tsuji Y (tháng 6 năm 2008). "Intracellular iron transport and storage: from molecular mechanisms to health implications". Antioxidants & Redox Signaling. Quyển 10 số 6. tr. 997–1030. doi:10.1089/ars.2007.1893. PMC 2932529. PMID 18327971.
5. ↑  Theil EC (2012). "Ferritin protein nanocages-the story". Nanotechnology Perceptions. Quyển 8 số 1. tr. 7–16. doi:10.4024/N03TH12A.ntp.08.01. PMC 3816979. PMID 24198751.
6. ↑  Torti FM, Torti SV (tháng 5 năm 2002). "Regulation of ferritin genes and protein". Blood. Quyển 99 số 10. tr. 3505–16. doi:10.1182/blood.V99.10.3505. PMID 11986201.
7. ↑  Elizabeth Theil C (tháng 7 năm 1987). "ferritin:structure, gene regulation, and celluler function in animal, plants, and microorganisms". Anual Review of Biochemistry. Quyển 56. tr. 289-315. doi:10.1146/annurev.bi.1987.07.01. PMID 001445.
8. ↑  De Zoysa M, Lee J (tháng 9 năm 2007). "Two ferritin subunits from disk abalone (Haliotis discus discus): cloning, characterization and expression analysis". Fish & Shellfish Immunology. Quyển 23 số 3. tr. 624–35. doi:10.1016/j.fsi.2007.01.013. PMID 17442591.

## Liên Kết Ngoài
- Tổng quan về mọi thông tin cấu trúc có sẵn trên PDB cho UniProt: P02792 (Ferritin light chain) tại PDBe-KB.
- Tổng quan về mọi thông tin cấu trúc có sẵn trên PDB cho UniProt: P02794 (Ferritin heavy chain) tại PDBe-KB.
- Tổng quan về mọi thông tin cấu trúc có sẵn trên PDB cho UniProt: Q8N4E7 (Ferritin, mitochondrial) tại PDBe-KB.